# HEC Paris
Высшая коммерческая школа Парижа (фр. Hautes Études Commerciales de Paris), сокращённо HEC Paris, — французская бизнес-школа и исследовательский институт. Школа предлагает стационарную MBA-программу (англ. Full-time MBA), программу обучения на степень PhD в менеджменте и другие программы (включая Executive MBA). Школа предлагает несколько курсов, в том числе магистратуру по инновациям и предпринимательству в партнерстве с Coursera. 100% онлайн-курс направлен на обучение руководителей высшего звена, специализирующихся в этих двух областях, за 18 месяцев . Он был открыт в марте 2017 года.

## Рейтинги
Школа регулярно признается лучшей европейской бизнес-школой по версии Financial Times.
Школа считается третьей лучшей школой в мире для подготовки руководителей после Гарвардской школы бизнеса и Стэнфордского университета.

## Известные выпускники
- Франсуа Олланд, французский государственный и политический деятель
- Эммануэль Фабер, французский бизнесмен
- Дмитрий Рассам, французский кинопродюсер